# Dactyliophora novae-guineae
Dactyliophora novae-guineae là một loài thực vật có hoa trong họ Loranthaceae. Loài này được (F.M.Bailey) Danser mô tả khoa học đầu tiên năm 1929.